# Cantonul Les Deux-Sevi
Cantonul Les Deux-Sevi este un canton din arondismentul Ajaccio, departamentul Corse-du-Sud, regiunea Corsica, Franța.

## Comune
| Comune      | Populație (1999) | Cod poștal | Cod INSEE |
| ----------- | ---------------- | ---------- | --------- |
| Cargèse     | 1158             | 20130      | 2A065     |
| Cristinacce | 61               | 20126      | 2A100     |
| Évisa       | 182              | 20126      | 2A108     |
| Marignana   | 105              | 20141      | 2A154     |
| Osani       | 108              | 20147      | 2A197     |
| Ota         | 540              | 20150      | 2A198     |
| Partinello  | 101              | 20147      | 2A203     |
| Piana       | 444              | 20115      | 2A212     |
| Serriera    | 107              | 20147      | 2A279     |